# 바쿠 (건담 시리즈)
바쿠(영어: BuCUE, 일본어: バクゥ)는 TV 애니메이션 《기동전사 건담 SEED》 시리즈에 등장하는 모빌 슈트(MS)로 분류되는 가공의 유인 조종식 동물형 로봇 병기이다.
메카닉 디자인은 오오카와라 쿠니오가 담당하였다.

## 제작 에피소드
바쿠는 초기 디자인 단계에서 인간형의 상반신과 네 다리의 하반신을 가진 기체로 그려졌으나, 수정이 가해져서 네 다리의 동물형 모빌 슈트(MS)가 되었다. 감독인 후쿠다 미츠오는 동물형 모빌 슈트의 채택은 2000년대에 유행했던 조이드 시리즈나 디지털 몬스터의 영향이 있다고 말했다.

## 같이 보기
- 건담 시리즈의 병기 목록
- 기동전사 건담 SEED